# John Wilmar Pérez
John Wilmar Pérez Múñoz (Medellín, 1970. február 21. –), kolumbiai válogatott labdarúgó.
A kolumbiai válogatott tagjaként részt vett az 1992. évi nyári olimpiai játékokon, az 1997-es Copa Américán, az 1998-as világbajnokságon és a 2000-es CONCACAF-aranykupán.

## Sikerei, díjai
Deportivo Cali
- Kolumbiai bajnok (1): 1998

Kolumbia
- CONCACAF-aranykupa ezüstérmes (1): 2000